# Paul Robi
Paul Robi (Nueva Orleans, Luisiana, Estados Unidos; 20 de agosto de 1931-Los Ángeles, California, Estados Unidos; 1 de febrero de 1989) fue un cantante estadounidense. Es mayormente conocido por ser uno de los miembros originales del grupo musical The Platters, con quien popularizó temas como Smoke Gets In Your Eyes, Only You, My Prayer, Heaven on Earth, Twilight Time y The Great Pretender.

## Carrera
El grupo The Platters se formó en Los Ángeles, California, en 1953, e incluyó a otros integrantes además de Robi: Zola Taylor, Herb Reed, Tomy Williams y David Lynch. Comenzó como un grupo de doo wop con sede en Los Ángeles, grabando canciones poco conocidas para Federal Record Label, una subsidiaria en ese momento de King Records ubicada en Cincinnati, Ohio. El grupo fue tomado bajo el ala de Buck Ram, quien era un entrenador vocal, y luego se convirtió en el mentor, productor, compositor y gerente del grupo. En 1954, Ram sacó al grupo de su contrato con el Federal Record Label, y pronto firmaron con Mercury Records Label, donde Ram rápidamente se puso a trabajar en las debilidades del grupo, incluido el fortalecimiento de las voces. Lo primero que hizo fue poner a Tony Williams como cantante principal del grupo. Durante días, el grupo practicó y pronto gracias a la maravillosa voz de Williams y Zola Taylor, el grupo comenzó a lanzar éxito tras éxito, incluyendo canciones memorables como Smoke Gets In Your Eyes,  Twilight Time , Harbor Lights, Only You (And You Alone), My Prayer, Heaven on Earth, Twilight Time, The Great Pretender y otros más. También cantó temas en solistas o dúos (dentro de la misma agrupación) como Whispering Grass, Who wouldn't love you, y Only You (en dúo con Elmer Hopper).
Su segundo gran éxito, The Great Pretender, se hizo aún más popular que Only You (1955) y proporcionó al grupo su primer disco de oro.
Durante la década de 1950, el grupo también apareció en dos películas, Rock Around The Clock (1956) con Earl Barton, Lisa Gaye, Alan Freed, John Archer (allí interpretaron el tema Only you), entre otros; y Girls Town (1956). El grupo continuó su éxito durante la década de 1960, cuando Williams dejó el grupo en 1961 y finalmente se disolvió antes de finales de la década de 1960. 
En 1959 durante una gira por Cincinnati, los cuatro hombres del grupo fueron arrestados acusados con cargos de posesión de drogas y prostitución. Esto arruinó la magnífica carrera del quinteto vocal, cuyos discos dejaron de emitirse por la radio. En 1970 abandonó el conjunto que contribuyó a formar.
En 1990, el grupo fue incluido en el Salón de la Fama del Rock and Roll en Cleveland, Ohio.

## Fallecimiento
El cantante Paul Robi murió el 1 de febrero de 1989 a los 57 años víctima de un cáncer en California, Estados Unidos. Sus restos descansan en el Forest Lawn Memorial Park. Hasta ese momento estaba casado con Martha con quien tuvo dos hijos; otra hija llamada Bernadette y tres nietos.
Estuvo casado por un tiempo con el ex receptor abierto de los Pittsburgh Steelers, Lynn Swann. 

## Filmografía
- 1959: Girls Town
- 1959: Europa di notte
- 1957: Rock All Night
- 1957: Carnival Rock
- 1957: The Girl Can't Help It
- 1956: Rock Around the Clock

## Televisión
- 1959: Toast of the Town.